# Ak Bars Kazan
Ak Bars Kazan (Russisch: Ак Барс Казань), is een Russische ijshockeyclub die speelt in de Kontinental Hockey League (KHL). De ploeg werd opgericht in 1956. Ak Bars speelt zijn thuiswedstrijden in de Tatneft-Arena in Kazan.
De eigenaar van Ak Bars Kazan is de Tatneft.

## Voormalige clubnamen
- Masjstroy Kazan (1956–1958)
- SC Uritskogo Kazan (1958–1990)
- Itil Kazan (1990–1996)
- Ak Bars Kazan (1996–heden)

## Erelijst
Vysshaya Liga (5): 1998, 2006, 2009, 2010, 2018
IIHF European Champions Cup (1): 2007
IIHF Continental Cup (1): 2008
Kontinental Hockey League
- Gagarin Cup (3): 2009, 2010, 2018
- Opening Cup (3): 2010, 2021, 2024